# باول رايلي
باول رايلي (بالإنجليزية: Paul Riley)‏ (23 سبتمبر 1963 بليفربول في المملكة المتحدة - ) هو مدرب كرة قدم ولاعب كرة قدم بريطاني في مركز الوسط. لعب مع New Jersey Eagles ‏ وLong Island Rough Riders ‏ وألباني كابيتالز ‏.

## وصلات خارجية
- باول رايلي على موقع قاعدة بيانات كرة القدم.إي يو (الإنجليزية)